# Islamische Kultur
Islamische Kultur beschreibt die historische und gegenwärtige Kultur in Gebieten mit mehrheitlich islamischer Bevölkerung. Mit dem entstehenden Islam im Arabien des 6. Jahrhunderts waren die frühen Formen muslimischer Kultur überwiegend arabisch geprägt. Mit der raschen islamischen Expansion übernahmen die Muslime vielfältige Traditionen der eroberten Völker und machten sich Elemente der persischen, türkischen, mongolischen, indischen, malaysischen und indonesischen Kulturen zu eigen.

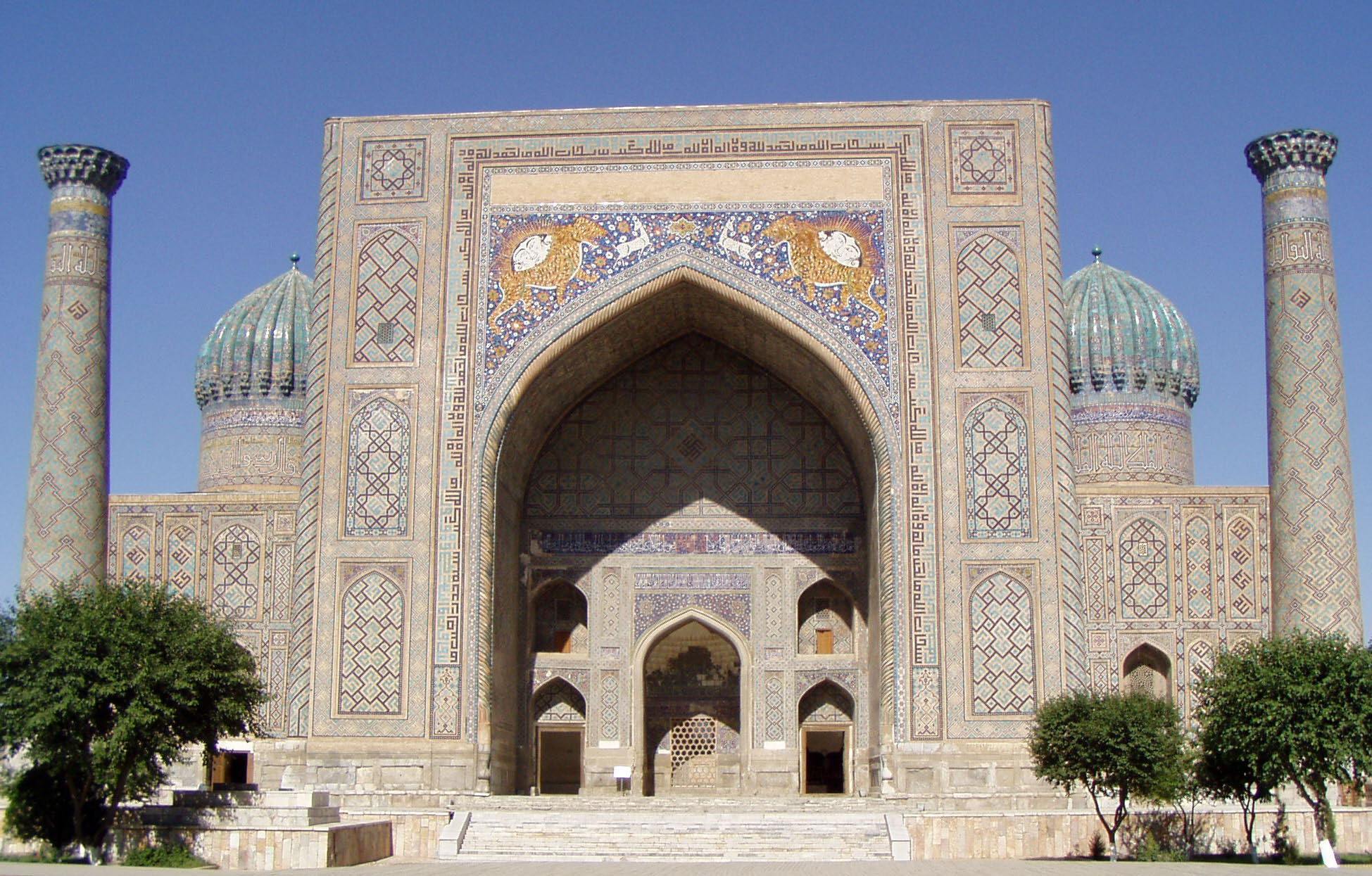
Sher-Dor-Madrasa in Samarkand

## Begriffsprobleme
Der Ausdruck islamische Kultur selbst ist umstritten. Muslime leben in vielen verschiedenen Ländern und Gesellschaften, und es fällt mitunter schwer, das jeweilig gemeinsam Islamische in den unterschiedlichen Bezügen zu bestimmen. Infolgedessen bestreiten bestimmte religiöse Muslime die Existenz von islamischen Kulturen, es existiere lediglich die islamische Religion. Jedoch vermag ein akademisches Herangehen eine solche exklusive Sichtweise nicht zu teilen, da sie Religion als einen Aspekt der Kulturanthropologie und der Geschichte versteht.
Der renommierte Islamhistoriker Marshall Hodgson beschrieb diese Spannung von religiösem versus weltlich-akademischem Gebrauch von Begriffen wie „islamisch“ und „Muslim“ in seinem dreibändigen Werk Das Wagnis des Islam. Er schlug vor, diese Termini lediglich religiösen Phänomenen vorzubehalten, und schlug für die Beschreibung der kulturellen Aspekte der historischen muslimischen Völker den Begriff „Islamicate“ vor. Diese Unterscheidung hat sich jedoch nicht durchgesetzt, daher bleibt eine gewisse Unschärfe beim Gebrauch dieser Begriffe bestehen.

## Religiöse Praxis
Die islamische Kultur umfasst im Allgemeinen alle praktischen Lebensäußerungen, die sich um den Islam entwickelt haben. Insofern umfasst sie zahlreiche Aspekte des Gottesdienstes der konservativen Muslime, wie auch die Verehrung der Sufi-Meister (persisch Pir), der Scheichs oder Sufilehrer Murschids. In Südasien spielte deren Verehrung eine bedeutende Rolle, da die bhakti-Praxis der einheimischen Hindus bzw. die spirituelle Hingabe an den Guru Verbindungen nahelegte. Diese Ähnlichkeit leistete der Entstehung synkretistischer Formen eines Kultus Vorschub, der hinduistische und islamische Elemente vereinte, wie die bengalische Baul-Tradition, und so die friedliche Bekehrung der meisten Bengalen erleichterte.

## Sprache und Literatur

### Arabisch
Die frühe muslimische Literatur ist in der Sprache der Gemeinden Mohammeds in Mekka und Medina, Arabisch, abgefasst. Da die Frühgeschichte der muslimischen Gemeinschaft sich auf die Etablierung des Islam richtete, waren seine literarische Erzeugnisse im Wesentlichen religiöser Natur. Siehe die Artikel Koran, Hadith und Sira, der frühesten Literatur der muslimischen Gemeinschaft.
Mit der Etablierung des Umayyadenreichs, entwickelte sich eine säkulare muslimische Literatur. Siehe 1001 Nacht. Die Araber verbreiteten diese weltliche Literaturgattung ohne besonderen religiösen Inhalt über ihre gesamten Reiche und so wurde sie zum Bestandteil einer weitverbreiteten Kultur.

### Persisch

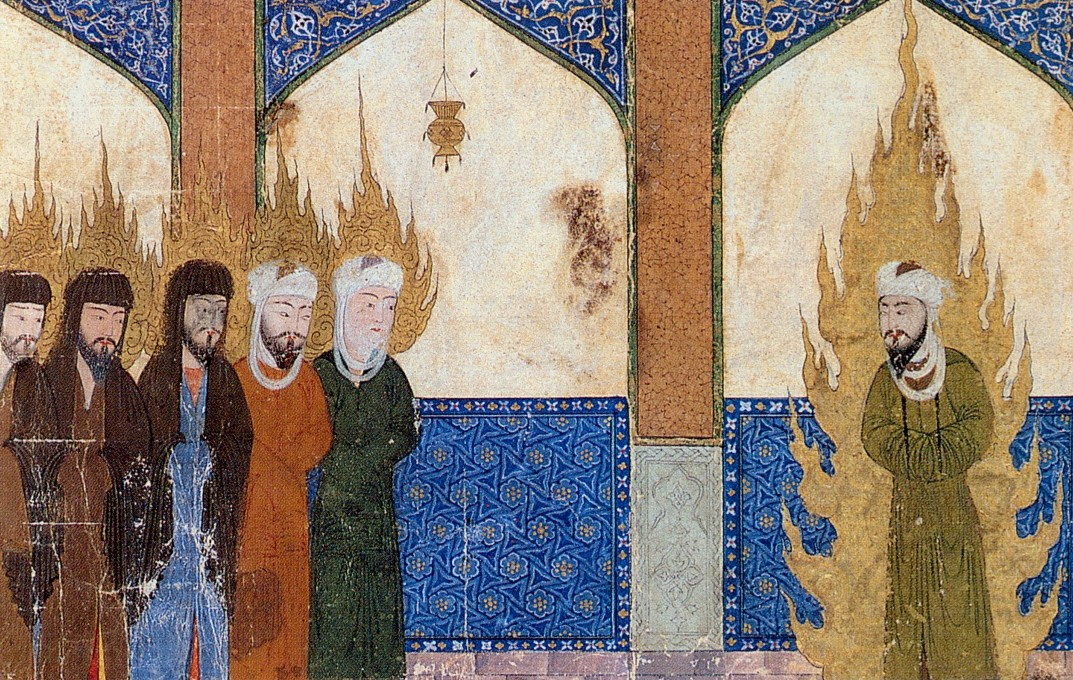
Persische Handschrift: Mohammed führt Abraham, Moses und Jesus

Während der Abbasidenherrschaft wurde Persisch zu einer Hauptsprache der muslimischen Kultur; ein großer Teil der bedeutendsten muslimischen Literatur ist folglich persische Literatur. Siehe Die Konferenz der Vögel oder die Dichtungen des Rumi.

### Türkisch
Mit dem Vordringen des Islam nach Mittelasien verbreiteten sich die Anekdoten von Nasreddin. Obgleich hauptsächlich weltlicher Natur, verwendeten die Sufis diese zuweilen als Exempel für die Unterweisung ihrer Schüler.

### Südasien
In Bengalen schuf die Baul-Tradition der Volksmusik eine synkretistische Dichtung, die den Sufismus mit zahlreichen lokalen wie auch hinduistischen Vorstellungen vereinigt. Die bedeutendsten Dichter waren Hason Raja und Lalon.
Zur frühen muslimischen feministischen Literatur siehe Rokeya Sakhawat Hussain.

### Die Moderne
Heute ist die Klassifikation von Schriftstellern nach der Sprache zunehmend bedeutungslos geworden. Die Werke der Nobelpreisträger Nagib Machfus und Orhan Pamuk sind in viele Sprachen übersetzt worden und werden weltweit gelesen. Andere Schriftsteller wie Hanif Kureishi und Salman Rushdie schreiben direkt auf Englisch.

## Kunst

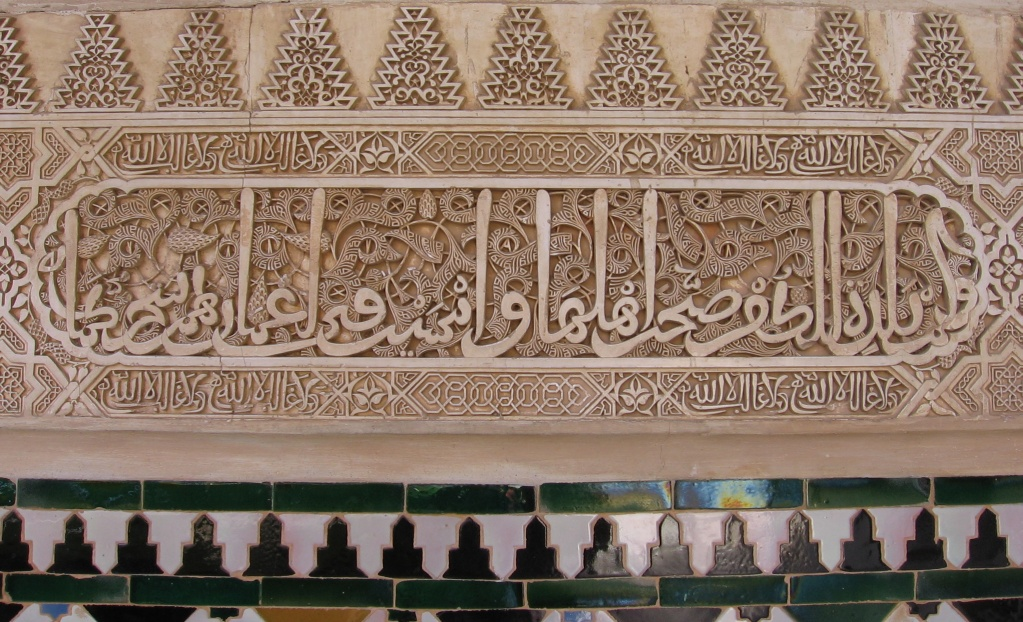
Arabesken in der Alhambra

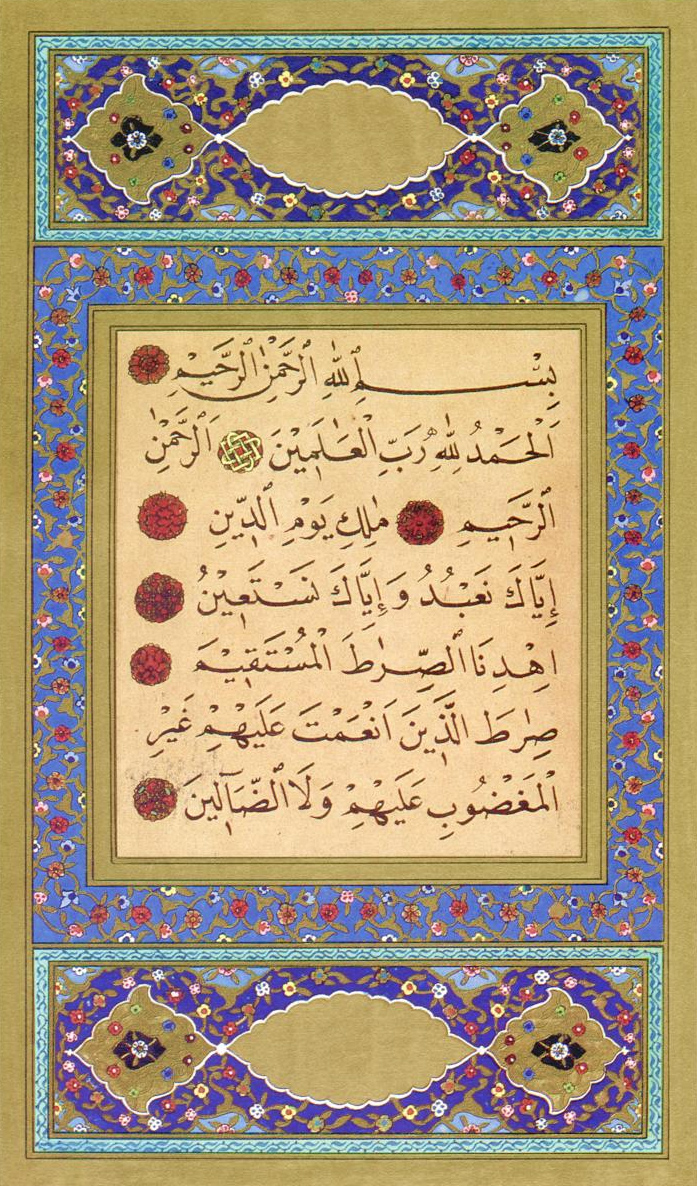
Sure 1. Kalligrafie

Der in der Kunstgeschichte übliche Begriff Islamische Kunst bezeichnet im Allgemeinen die in Gebieten mit überwiegend islamischer Bevölkerung hervorgebrachte und in Bezug auf den Islam stehende Kunst. Sie ist oft gekennzeichnet durch geometrische und mit Blumen verzierte Arabesken sowie kalligrafische Muster. Anders als die mächtige Tradition der Darstellung des menschlichen Körpers in der christlichen Kunst wird in der islamischen Kunst die Porträtierung menschlicher Wesen vermieden. Das Fehlen der Bilder ist unter anderem darin begründet, dass nach der Hadith-Literatur Mohammed und der ursprüngliche Islam in der bildlichen Darstellung von Menschen Götzendienst sahen.
In Rücksicht auf die Bildervermeidung im Islam und aus Respekt vor dem Koran entwickelten die islamischen Künstler die arabische Kalligrafie zur Kunstform. Die Kalligrafen schufen Kopien des Qur'an bzw. religiöser Zitate in arabischer Schreibschrift von höchster künstlerischer Qualität, um die in den Qur'anversen wahrgenommene Schönheit zum Ausdruck zu bringen.

## Architektur

### Elemente des islamischen Stils
Die islamische Architektur ist durch Stilelemente geprägt, die aus der ersten von Mohammed in Medina errichteten Moschee übernommen wurden, sowie durch weitere vorislamische aus Kirchen oder Synagogen stammende Eigenschaften. Dazu zählen
- Große Höfe häufig kombiniert mit einer zentralen Gebetshalle (ursprünglich ein Merkmal der Al-Nabawi-Moschee).
- Minarette oder Türme (ursprünglich als fackelbeleuchtete Wachttürme dienend z. B. in der Umayyaden-Moschee; daher in Ableitung vom arabischen Wort manāra („Platz, der Licht gibt“, “Leuchtturm”) bedeutend).
- Mihrab (Nische) in einer Innenwand, zeigt die Richtung nach Mekka an. Spekulationen vermuten Thoranischen in Synagogen oder haikal in koptischen Kirchen als Vorbild.
- Kuppeln. (frühester islamischer Gebrauch in der Moschee von Medina (8. Jahrhundert)).
- Verwendung von Iwanen als Vermittler zwischen unterschiedlichen Abschnitten.
- Verwendung geometrisch konstruierter Formen.
- Einsatz dekorativer Kalligrafie.
- Einsatz der Symmetrie.

- Brunnen für rituelle Waschungen.
- Verwendung heller Farben.

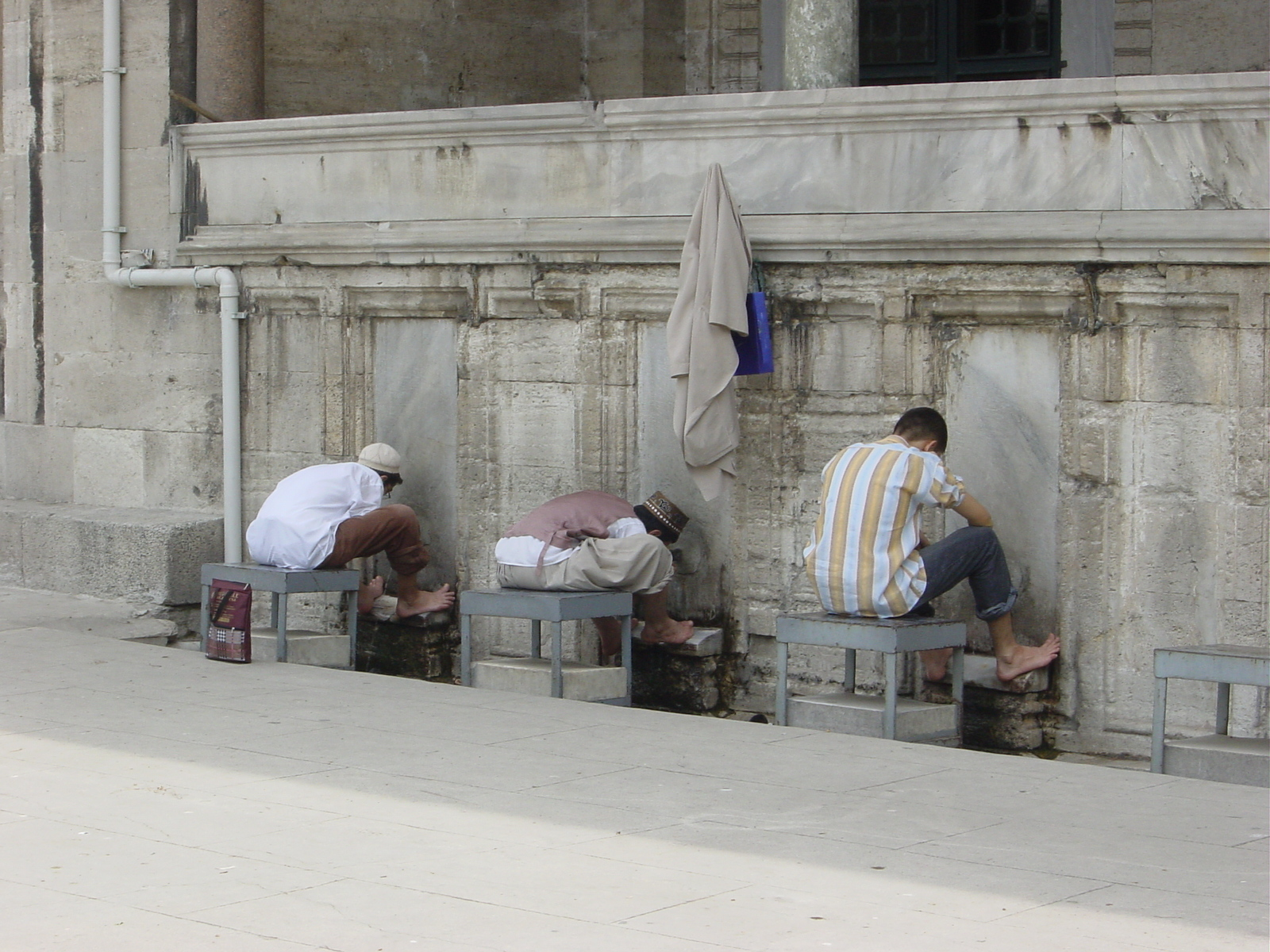
Süleymaniye-Moschee Istanbul, Waschungsbrunnen

- Konzentration auf den Innenraum eines Gebäudes anstatt auf das Äußere.

### Bedeutung
Die islamischen Architektur interpretiert man weithin als
- die Vorstellung von Allahs Unendlichkeit und Macht vermittelt sich durch die Strukturmuster sich ständig wiederholender Themen.
- Menschen- und Tiergestalten werden in der dekorativen Kunst nur selten bildlich dargestellt, da das Werk Allahs unvergleichlich ist. Laubwerk ist hingegen ein häufiges Motiv, häufig stilisiert oder vereinfacht.
- Die Kalligrafie wird verwendet, um den Wert des Gebäudeinneren zu betonen, indem man Qur'anzitate darstellt.
- Die islamische Architektur wird auch „Architektur des Schleiers“ genannt, weil die Schönheit in den inneren Räumen (Höfen und Räumen) liegt und nicht straßenseitig von außen sichtbar ist.
- Verwendung eindrucksvoller Formen wie Kuppeln und hohe Minaretten, dienten früher zur Demonstration von Macht und dienen heute rein nur als Verschönerung der Moschee, das heißt, sie dienen nicht mehr als Zeichen von Macht.

## Musik
Islamische Musik  ist die religiöse muslimische Musik, die in öffentlichen Gottesdiensten oder bei privaten Gebeten gesungen oder gespielt wird. Wohl gelten als klassisches Herz des Islam Arabien und der Nahe Osten, Nordafrika, Ägypten, Iran, Mittelasien, Nordindien und Pakistan. Aber weil der Islam eine multikulturelle Religion ist, sind ihre musikalische Ausdrucksformen jeweils überaus vielfältig.
Die traditionellen Musikstile der indigenen Bevölkerung der jeweiligen islamischen Gebiete haben die religiöse Musik geformt, die heute von den Muslimen gehört und aufgeführt wird:
- Arabische klassische Musik
- Persische klassische Musik
- nordindische klassische Musik.

Die Seldschuken, ein zum Islam bekehrter nomadischer Stamm, der Anatolien (heute Türkei) eroberte und das Kalifat wie das Osmanenreich etablierte, übten auch auf die islamische Musik großen Einfluss aus.
Das subsaharische Afrika, Indonesien, Malaysia, und die südlichen Philippinen weisen ebenfalls einen hohen muslimische Bevölkerungsanteil auf, aber diese Gebiete hatten geringeren Einfluss als das arabische Zentrum der vielfältigen Traditionen arabischer Musik.
Zu allen diesen Regionen bestanden Handelsverbindungen lange vor den islamischen Eroberungen ab dem 7. Jahrhundert. Wahrscheinlich nahmen die Musikstile die gleichen Reisewege wie die Handelsgüter. Über ihre Aufführungspraxis lässt sich allerdings nur mutmaßen. Der Islam muss einen nachdrücklichen Einfluss auf die Musik ausgeübt haben, da er beträchtliche Gebiete unter den ersten Kalifen vereinigte, und den Handel zwischen weit entfernten Ländern erleichterte. Zweifellos verbreiteten die mystischen Sufiorden (Tariqas) ihre Musik weit.

## Weiterführende Literatur
- Ralf Elger, Friederike Stolleis (Hrsg.): Kleines Islam-Lexikon. Geschichte – Alltag – Kultur, München: Beck 2001
- Hagemann, Ludwig/Oliver Lellek (Hrsg.): Lexikon der islamischen Kultur. Darmstadt: Wissenschaftliche Buchgesellschaft 1999
- Der Islam. Zeitschrift für Geschichte und Kultur des islamischen Orients. Fachzeitschrift der Deutschen Morgenländischen Gesellschaft. ISSN 0021-1818
- Lawrence Rosen: The culture of Islam: changing aspects of contemporary Muslim life, University of Chicago Press, 2004
- Aziz Ahmed: Studies in Islamic culture in the Indian environment, Oxford India Paperbacks, 1999.

### Musik
- Official Cat Stevens / Yusuf Islam Site
- Official Dawud Wharnsby Ali Site
- African Muslim Musik and jazz

### Kunst
- The culture of Islam: changing aspects of contemporary Muslim life, by Lawrence Rosen (University of Chicago Press, 2004)
- Aktuelle Kunst aus islamisch geprägten Ländern und Regionen
- Introduction to Islamic art from the Los Angeles County Museum of Art.

### Architektur
- ArchNet Islamic - Architecture Community